# Gujana na Letnich Igrzyskach Olimpijskich 1980
Gujanę na Letnich Igrzyskach Olimpijskich 1980 reprezentowało 8 zawodników, 7 mężczyzn i 1 kobieta.

## Skład kadry

### Boks

#### Mężczyźni
| Zawodnik        | Konkurencja          | 1/32 finału      | 1/16 finału                            | 1/8 finału                               | Ćwierćfinały                               | Półfinały                                  | Finał            | Pozycja | Źródło |
| Zawodnik        | Konkurencja          | Przeciwnik Wynik | Przeciwnik Wynik                       | Przeciwnik Wynik                         | Przeciwnik Wynik                           | Przeciwnik Wynik                           | Przeciwnik Wynik | Pozycja | Źródło |
| --------------- | -------------------- | ---------------- | -------------------------------------- | ---------------------------------------- | ------------------------------------------ | ------------------------------------------ | ---------------- | ------- | ------ |
| Michael Anthony | Waga kogucia         | BYE              | N. Gbadamosi Wygrana - decyzja (5-0)   | F. Zaghloul Wygrana - decyzja (3-2)      | Daniel Zaragoza Wygrana - TKO w 2. rundzie | J. Hernández Pérez Porażka - decyzja (0-5) | NQ               | brąz    | [ 1 ]  |
| Fitzroy Brown   | Waga piórkowa        | BYE              | A. Cabral Wygrana - decyzja (5-0)      | L. Pizarro Porażka - decyzja (0-5)       | NQ                                         | NQ                                         | NQ               | 9-16.   | [ 2 ]  |
| Barry Cambridge | Waga lekkopółśrednia | —                | B. Bel Alouane Porażka - decyzja (0-5) | NQ                                       | NQ                                         | NQ                                         | NQ               | 17-32.  | [ 3 ]  |
| Alfred Thomas   | Waga średnia         | —                | BYE                                    | Valentin Silaghi Porażka - decyzja (0-5) | NQ                                         | NQ                                         | NQ               | 9-16.   | [ 4 ]  |

### Lekkoatletyka

#### Konkurencje biegowe

##### Kobiety
| Zawodnik       | Konkurencja | Eliminacje | Eliminacje | Ćwierćfinały | Ćwierćfinały | Półfinał | Półfinał | Finał | Finał   | Źródło |
| Zawodnik       | Konkurencja | Czas       | Pozycja    | Czas         | Pozycja      | Czas     | Pozycja  | Czas  | Pozycja | Źródło |
| -------------- | ----------- | ---------- | ---------- | ------------ | ------------ | -------- | -------- | ----- | ------- | ------ |
| Jennifer Innis | 100 m       | 11.79      | 6.         | NQ           | NQ           | NQ       | NQ       | NQ    | NQ      | [ 5 ]  |

##### Mężczyźni
| Zawodnik     | Konkurencja | Eliminacje | Eliminacje | Ćwierćfinały | Ćwierćfinały | Półfinał | Półfinał | Finał | Finał   | Źródło |
| Zawodnik     | Konkurencja | Czas       | Pozycja    | Czas         | Pozycja      | Czas     | Pozycja  | Czas  | Pozycja | Źródło |
| ------------ | ----------- | ---------- | ---------- | ------------ | ------------ | -------- | -------- | ----- | ------- | ------ |
| James Gilkes | 100 m       | 10.34      | 1. (Q)     | 10.26        | 1. (Q)       | 10.44    | 5.       | NQ    | NQ      | [ 6 ]  |
| James Gilkes | 200 m       | 21.07      | 1. (Q)     | 20.83        | 2. (Q)       | 20.87    | 5.       | NQ    | NQ      | [ 7 ]  |

#### Konkurencje techniczne

##### Kobiety
| Zawodnik       | Konkurencja | Eliminacje | Eliminacje | Finał  | Finał   | Źródło |
| Zawodnik       | Konkurencja | Wynik      | Pozycja    | Wynik  | Pozycja | Źródło |
| -------------- | ----------- | ---------- | ---------- | ------ | ------- | ------ |
| Jennifer Innis | Skok w dal  | 6,44 m     | 13. (Q)    | 6,10 m | 13.     | [ 8 ]  |

### Kolarstwo

#### Konkurencje torowe

##### Mężczyźni
| Zawodnik     | Konkurencja | 1/32 finału      | Baraże o 1/16 finału         | 1/16 finału      | Baraże o 1/8 finału  | 1/8 finału       | Baraże o ćwierćfinały | Ćwierćfinały     | Półfinały        | Finał A/B        | Pozycja           | Źródło |
| Zawodnik     | Konkurencja | Przeciwnik Wynik | Przeciwnik Wynik             | Przeciwnik Wynik | Przeciwnik Wynik     | Przeciwnik Wynik | Przeciwnik Wynik      | Przeciwnik Wynik | Przeciwnik Wynik | Przeciwnik Wynik | Pozycja           | Źródło |
| ------------ | ----------- | ---------------- | ---------------------------- | ---------------- | -------------------- | ---------------- | --------------------- | ---------------- | ---------------- | ---------------- | ----------------- | ------ |
| James Joseph | Sprint      | H. Salée 2.      | F. Abdussalam 1. (Q) 11,08 s | S. Kopyłow 2.    | T. Tinsley 1. (Q) NN | L. Heßlich 2.    | K. Tucker H. Salée 3. | NQ               | NQ               | NQ               | Niesklasyfikowany | [ 9 ]  |

| Zawodnik     | Konkurencja  | Czas     | Pozycja | Źródło |
| ------------ | ------------ | -------- | ------- | ------ |
| Errol McLean | 1 km na czas | 1:09.991 | 14.     | [ 10 ] |